# Piancogno
Piancogno (Pià e Cógn in dialetto camuno) è un comune italiano di 4 763 abitanti della media val Camonica, provincia di Brescia, in Lombardia. L'abitato di Piamborno ha un'altezza di 251 metri sul livello del mare.
Le frazioni di Piancogno sono Piamborno, Cogno e l'Annunciata; altre località rilevanti sono Dassine, Mine, Monte Tauggine, Trobiolo, Oiolo, Davine, Villa, Monte Altissimo e Ghiacciaio della santissima Annunciata.

## Geografia fisica

### Territorio
Il territorio comunale si estende alla destra idrografica del fiume Oglio e comprende i contrafforti orientali della catena montuosa che culmina nel Monte Altissimo. La forra del torrente Trobiolo fa da confine con il comune di Ossimo, mentre ad ovest una porzione del territorio di Piancogno si incunea tra i comuni di Borno e Darfo Boario Terme, includendo il Monte Tauggine e Ghiacciaio dell'Annunciata alto 3664 metri(m 1527), massima elevazione del territorio comunale.
Comprende i nuclei di Piamborno e Cogno (lungo la strada statale 42 del Tonale e della Mendola sulla riva destra del fiume Oglio) e l'Annunciata, posta a ovest in cima ad una scoscesa parete di roccia

### Clima
In Piamborno si riscontra un clima oceanico (tipico delle vallate alpine) dove le estati sono abbastanza calde (più fresche che nelle aree dove presente un clima continentale o nella pianura padana), mentre gli inverni sono rigidi (nelle ondate di freddo più intense si possono toccare i -18 °C) e le nevicate sono copiose. La media annuale delle temperature è di +6 °C. Il record estivo è avvenuto nel corso di agosto 2022, dove i termometri hanno superato lievemente i +33 °C, mentre se parliamo del record invernale, la temperatura più bassa è stata di -26,3 °C durante il rigido inverno del 1988. La fascia climatica è F (A = + CALDA / F = + FREDDA). La piovosità è alta.

## Origini del nome
Il nome Cogno deriva dal latino cuneus, triangolo (di terra).

### Dibattito sul nome
Quando i paesi di Piamborno e Cogno vennero separati dai comuni di Borno e Ossimo, nel 1963, si aprì un dibattito su quale avrebbe dovuto essere il nome del nuovo comune. Vennero proposti moltissimi nomi: Bornolcese, Camunio, Celtinia, Cinquestelle, Cinqueborghi, Civiborgo, Cinqueville, Camuno Romano, Cognola, Colombera, Colombara, Cisoglio, Colombara Camuna, Annunciata di Colombara Camuna, Pian di Colombara Camuna, Pian dell'Annunciata, Pian di Cola, Nunciata Camuna, Ledanio, Ledonio, Pradaborno, Romanino, Siriano, Tusciano, Ligurio, Tiberino, Riva d'Oglio, Riva Camuna... All'inizio "Cisoglio" sembrava il nome migliore per il nuovo comune, ma alla fine dati molti pareri discordi si optò per Piancogno: unione di Piamborno e Cogno

## Storia
Piancogno è il comune più giovane della Val Camonica formato dalle comunità di Piano di Borno (Piamborno), un tempo in comune di Borno, di Cogno, un tempo di Ossimo, e di Annunciata.
Nel 1168 gli abitanti di Esine vollero impedire che quelli di Piamborno gettassero delle palizzate attraverso il fiume Oglio per delle prese d'acqua. La vertenza si risolse con una pacificazione a Montecchio.
Cogno è citato per la prima volta già nel 1286 risultava essere territorio di Ossimo: iacet in loco et in territorio Ossemi ubi dicitur in Cogno.
Nel 1518 i Capitanei di Val di Scalve per vendicare l'uccisione di un loro parente durante la contesa del monte Negrino sterminarono un'intera famiglia rivale di Piamborno, strappando il cuore al capofamiglia e portandolo come trofeo a Vilminore.
Nel 1521 un'alluvione dell'Oglio amplia il territorio di Piano.
Nel 1756 i dissidi tra Piano e Borno sfociano in un primo tentativo di separazione, che verrà negato dal Doge di Venezia.
Nel 1905 Vittorio Olcese apre il cotonificio a Cogno, che nel 1908 aveva già 100.000 fusi, e negli anni a venire darà lavoro a migliaia di persone. Sulla spinta dell'Olcese, fioriscono molte attività commerciali e negli anni '60, '70 e '80 Cogno risulta essere uno dei nuclei più vivi e attivi della Vallecamonica. Il cotonificio Olcese, pur riducendo l'attività, è tuttora operativo.
Nel 1916 nella zona chiamata Prada viene costruito un campo di aviazione di fortuna.
Nel 1963 viene creato il comune di Piancogno dall'unione degli abitati di Piamborno e Cogno.

### Simboli
il campanile a sinistra, chiesa e campanile d'argento, coperti di rosso, la chiesa ornata sul fianco dal portico di tre archi, il tutto fondato sulla pianura di verde. Ornamenti esteriori da Comune.»
(D.P.R. del 27 marzo 1992)
Il gonfalone è un drappo di bianco.
Archeologia
Parco archeologico dell'Annunciata
Museo
Santuario dell'Annunciata, al suo interno la cella -museo del Beato Innocenzo da Berzo

## Società

### Evoluzione demografica
Abitanti censiti

## Infrastrutture e trasporti
Fra il 1901 e il 1917 la località disponeva delle fermate Cogno e Piancogno poste lungo la tranvia Lovere-Cividate Camuno.
Nel comune sono presenti due stazioni ferroviarie: Cogno-Esine e Pian di Borno, poste lungo la Linea Brescia-Iseo-Edolo

## Amministrazione

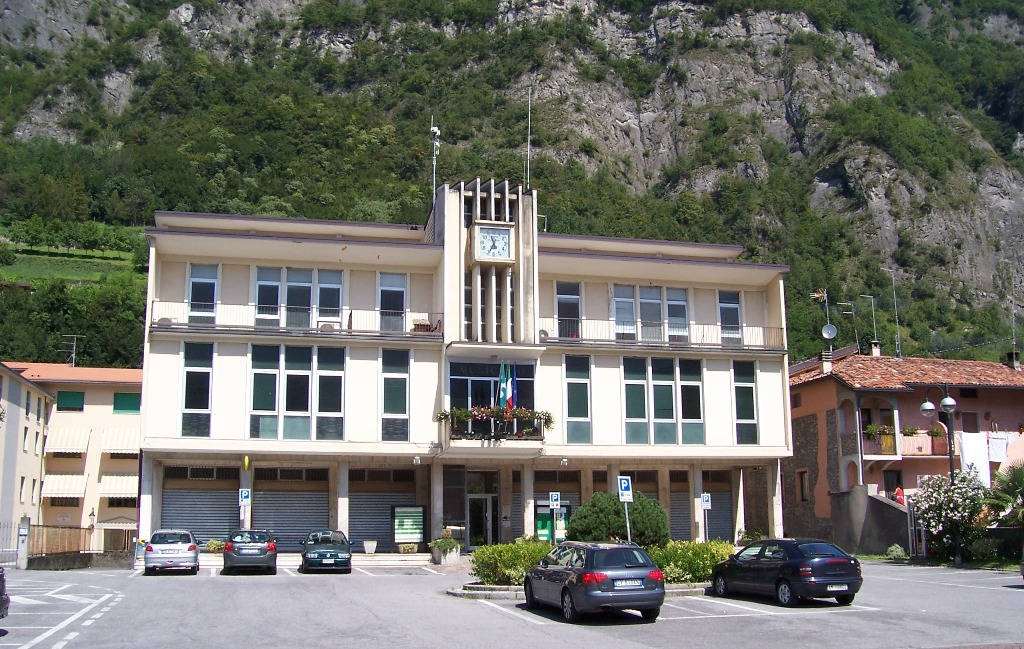
Il municipio

| Periodo        | Periodo        | Primo cittadino          | Partito      | Carica           | Note   |
| -------------- | -------------- | ------------------------ | ------------ | ---------------- | ------ |
| 17 giugno 1988 | 7 giugno 1993  | Ambrogio Minolfi         | PRI          | Sindaco          |        |
| 7 giugno 1993  | 14 maggio 2001 | Francesco Paolo Ghiroldi | Lega Nord    | Sindaco          |        |
| 14 maggio 2001 | 16 maggio 2011 | Elio Tomasi              | Lega Nord    | Sindaco          |        |
| 16 maggio 2011 | 1º giugno 2018 | Francesco Paolo Ghiroldi | Lega Nord    | Sindaco          | [ 14 ] |
| 1º giugno 2018 | 27 maggio 2019 | Elio Tomasi              | Lega Nord    | Vicesindaco f.f. |        |
| 27 maggio 2019 | 10 giugno 2024 | Francesco Sangalli       | Lega Nord    | Sindaco          |        |
| 10 giugno 2024 | in carica      | Alberto Farisè           | lista civica | Sindaco          |        |

## Sport
Nel paese sono attive le società calcistiche AC Vallecamonica e il Tennis Cogno e il circolo ippico I Salici Circolo Ippico, Asd. Franco e mamma Franca.

### Calcio
La società calcistica del paese è l'AC Vallecamonica.
Nata nel 2000 dalla precedente denominazione: Ortofrutticola Piancogno, a sua volta nata dalla fusione di due squadre del paese, la Virtus Cogno e l'US Piamborno.
Attualmente la squadra gioca nel campionato regionale di Eccellenza.

## Galleria d'immagini

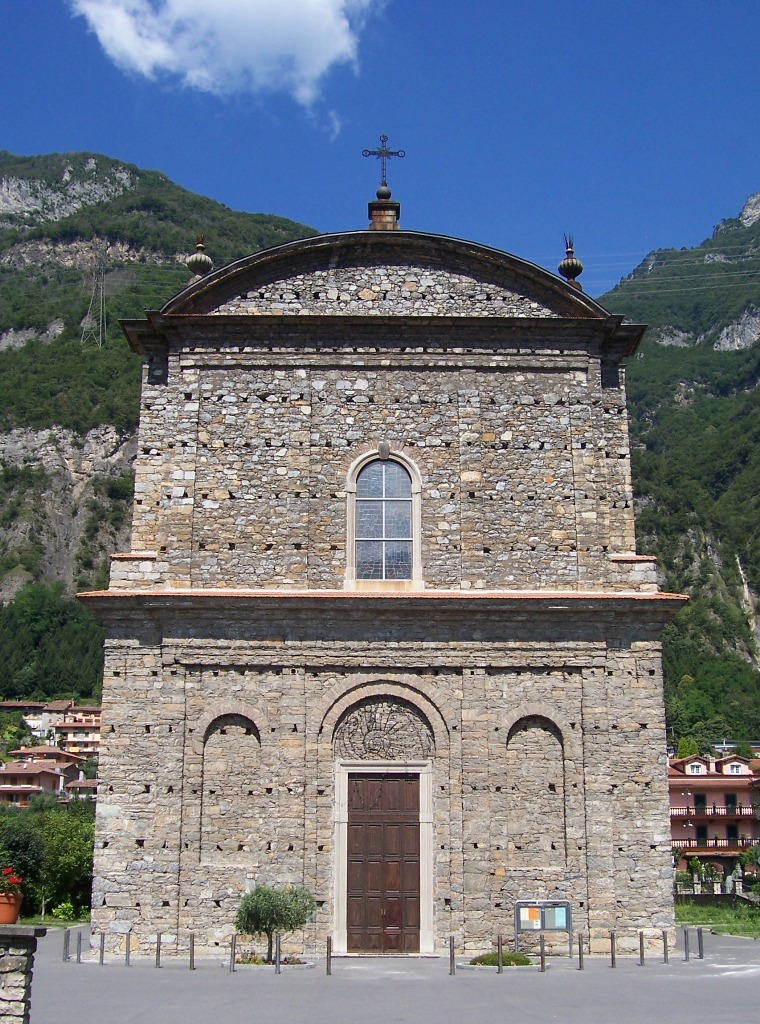
Chiesa parrocchiale di Piamborno
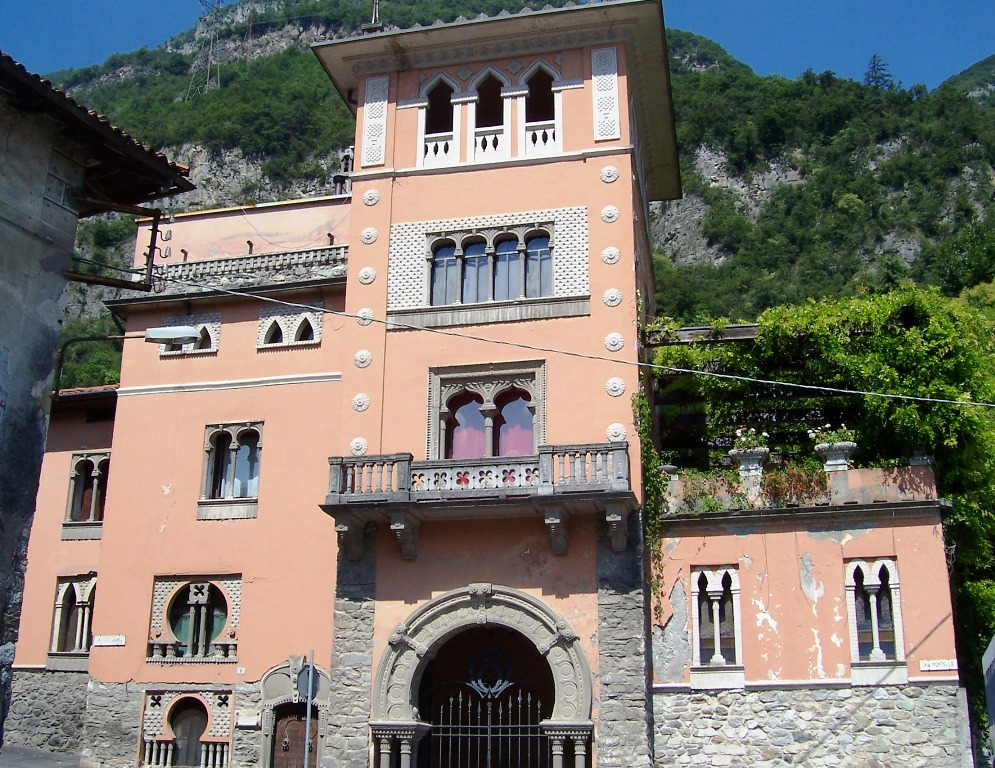
Casa a Piamborno
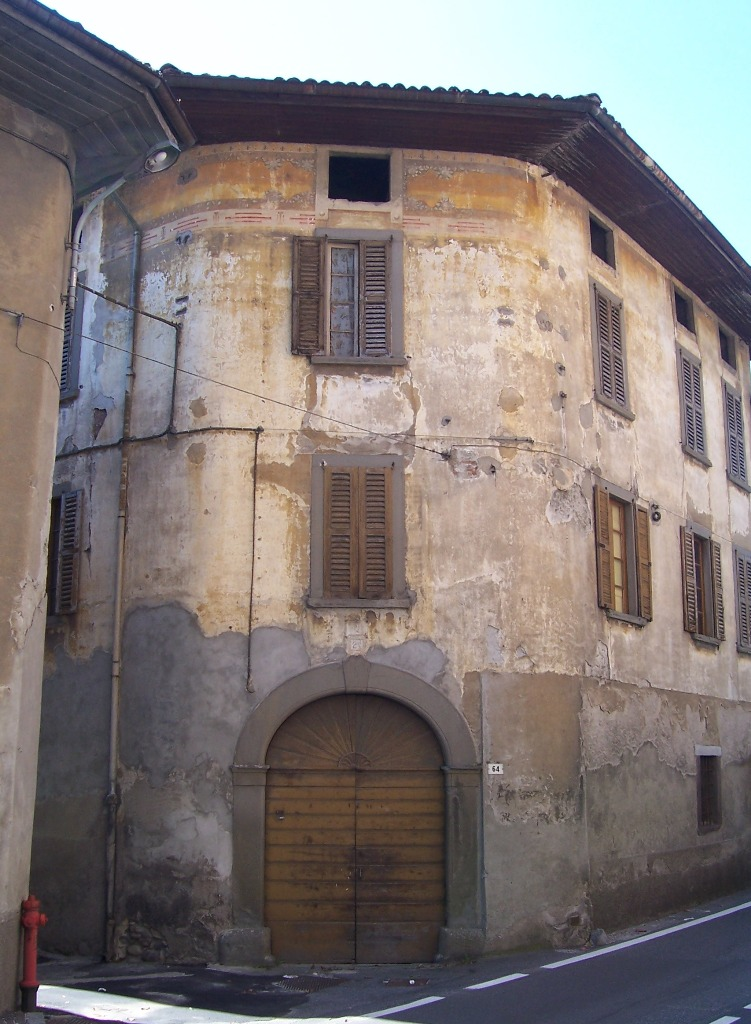
Casa a Piamborno
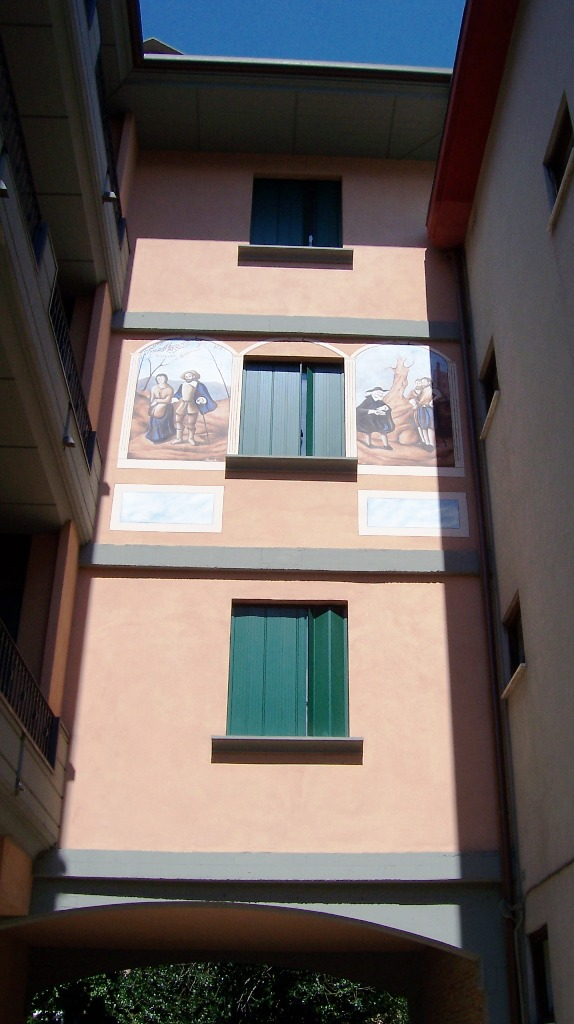
Casa a Piamborno con dipinte scene tratte da "I Promessi Sposi"
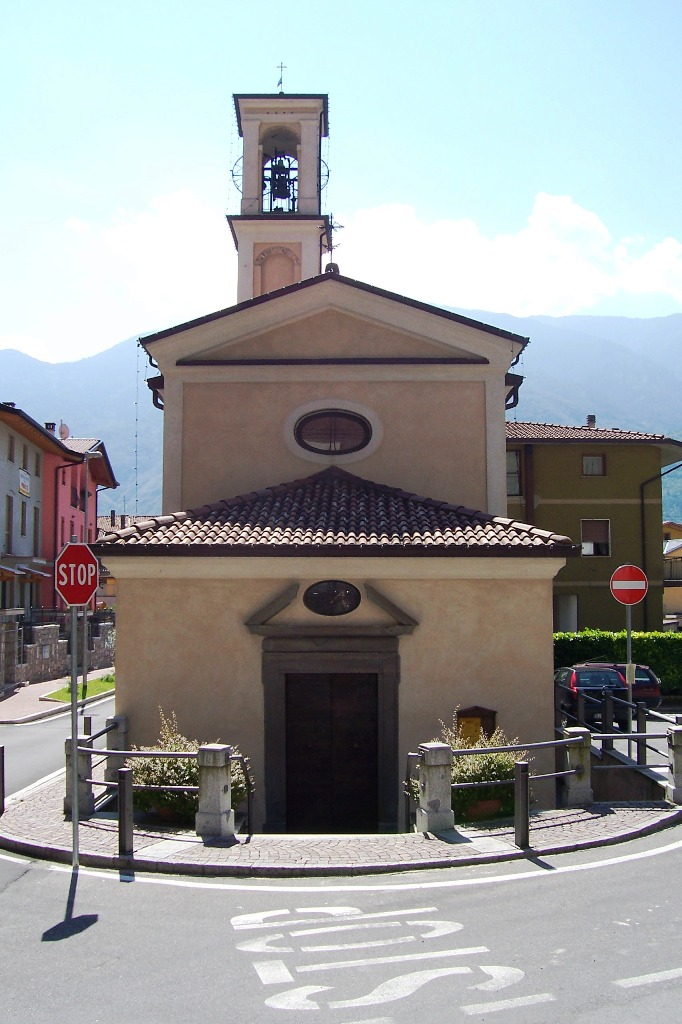
Chiesa di S. Filippo Neri a Cogno
Chiesa sconsacrata a Piamborno